# 조선민주주의인민공화국 기계공업성
기계공업성(機械工業省) 또는 기계운용성(機械運用省)은 조선민주주의인민공화국의 내각 중앙 행정기관으로, 기계 생산, 기계설비 설치와 조립에 대한 사무를 관장한다.
1967년에는 기계공업상과 부상을 2명을 두어, 일반 기계 생산담당과 군수 공업 생산 담당 사무를 분장하였다.

## 연혁
- 기계공업성 설치
- 1960년 석탄공업성, 기계공업성, 동력화학공업성을 통합, 중공업위원회로 개편
- 1967년 12월 28일 기계공업위원회로 개편
- 1986년 폐지
- 1990년 5월 24일 기계공업성 설치
- 2000년 9월 5일 폐지

## 조직
- 룡성기계련합총국

## 역대 상, 부상

### 역대 상
- 정일룡 1957년 9월 20일 ~
- 한상두 1962년 8월 19일 ∼ 1962년 10월 22일
- 조동섭 1962년 10월 23일 ~
- 현무광 1967년 12월 16일 ~ , 제1기계공업상
- 홍원길 1967년 12월 16일 ~ 1967년 12월 27일, 제2기계공업상
- 홍원길 1967년 12월 28일 ~ ,
- 계형순 1990년 5월 24일 ~
- 조병주 : 2005년 7월 ~ 2012년 3월
- 리종국 : 2012년 3월 ~ ?
- 양승호 : 2019년 4월 ~ 2020년 4월
- 김정남 : 2020년 4월 ~ 현재

### 역대 부상
- 조병주 1998년 7월 ~ 2000년 9월

- 한광복 2005년 9월 ~ 2009년 6월

### 역대 부부상
- 한광복 1990년 4월 ~

## 산하 기관
- 동평양기계공장
- 승리자동차련합기업소